# Thestor
Thestor is een geslacht van vlinders uit de familie Lycaenidae en de onderfamilie Miletinae.
De soorten komen alleen in Zuidelijk-Afrika voor.

## Soorten
- T. barbatus Henning & Henning, 1997
- T. basuta (Wallengren, 1857)
- T. brachycera (Trimen, 1883)
- T. braunsi van Son, 1941
- T. calviniae Riley, 1954
- T. camdeboo Dickson & Wykeham, 1994
- T. claassensi Heath & Pringle, 2004
- T. coetzeri Pringle & Heath, 2019
- T. compassbergae Quickelberge & McMaster, 1970
- T. dicksoni Riley, 1954
- T. dryburghi van Son, 1966
- T. holmesi van Son, 1951
- T. kaplani Dickson & Stephen, 1971
- T. montanus van Son, 1941
- T. murrayi Swanepoel, 1953
- T. overbergensis Heath & Pringle, 2004
- T. penningtoni van Son, 1949
- T. petra Pennington, 1962
- T. pictus van Son, 1941
- T. pringlei Dickson, 1976
- T. protumnus (Linnaeus, 1764)
- T. rileyi Pennington, 1956
- T. rooibergensis Heath, 1994
- T. rossouwi Dickson, 1971
- T. stepheni Swanepoel, 1968
- T. strutti van Son, 1951
- T. vansoni Pennington, 1962
- T. yildizae Kocak, 1983